# Zimtfarbene Paramomaus
Die Zimtfarbene Paramomaus (Thomasomys cinnameus) ist ein Nagetier in der Gruppe der Neuweltmäuse, das in den nördlichen Anden vorkommt.

## Merkmale
Mit einer Kopf-Rumpf-Länge von 82 bis 90 mm, einer Schwanzlänge von 110 bis 128 mm und einem Gewicht von 14 bis 19 g ist die Art ein kleiner Vertreter der Gattung Paramo-Mäuse. Die Länge der Hinterfüße beträgt 21 bis 23 mm und die Ohren sind 14 bis 16 mm lang. Auf der Oberseite kommt langes, dichtes Fell vor, wobei die längsten Haare auf der Rückenmitte etwa 10 mm lang sind. Wie der deutsche Name dieses Nagetiers andeutet, ist das Fell zimtbraun, mit einer helleren Unterseite und mit einer lehmfarbenen Tönung an den Körperseiten. Die längsten Vibrissen erreichen die Vorderkante der Ohren, wenn sie nach oben gebogen werden. Der Schwanz ist mit dünnen Haaren bedeckt und die Hinterfüße sind recht schmal. Schwanz, Hinterfüße und Vorderpfoten weisen eine Farbe auf, die getrockneten Gewürznelken gleicht.

## Verbreitung
Das Verbreitungsgebiet der Zimtfarbenen Paramomaus reicht vom Departamento de Antioquia in Kolumbien bis zur Provinz Azuay in Ecuador. Die Art lebt in Regionen, die auf 2400 bis 3800 Meter Höhe liegen. Wie bei anderen Gattungsmitgliedern halten sich die Tiere in der Hochlandsteppe Páramo auf. Die Zimtfarbene Paramomaus besucht gelegentlich Regenwälder in tieferen Lagen der Anden, Wolken- und Nebelwälder, Gebiete, die von Bäumen und Sträuchern der Gattung Polylepis dominiert werden, Elfenwälder oder Moore.

## Lebensweise
Die Individuen sind nachtaktiv und halten sich für gewöhnlich auf dem Grund auf. Wenige Exemplare wurden an überhängenden moosbewachsenen Klippen in einem Lavafeld registriert. Andere Exemplare konnten auf Bäumen dokumentiert werden, die mit Epiphyten bewachsen waren. Vermutlich findet die Fortpflanzung während der Trockenzeit im August statt.

## Taxonomie
Nach der Erstbeschreibung im Jahr 1924 durch Harold Elmer Anthony war die Zimtfarbene Paramomaus bis zur Wiederentdeckung im Jahr 1988 nicht auffindbar. In taxonomischen Abhandlungen von 1961 und 1993 wurde sie mit der Zierlichen Paramomaus (Thomasomys gracilis) synonym geführt. Neuere Studien bestätigten den Artstatus.

## Bedrohung
In begrenzten Regionen können sich Waldrodungen negativ auf die Bestandsgröße auswirken. Die Zimtfarbene Paramomaus kann sich an gemäßigte Landschaftsveränderungen anpassen und sie kommt in mehreren Schutzzonen vor. Die IUCN listet die Art als „nicht gefährdet“ (least concern).